# Takuma Tsuda
Takuma Tsuda (jap. 津田 琢磨 Tsuda Takuma; ur. 4 października 1980) – japoński piłkarz występujący na pozycji obrońcy. Obecnie występuje w Ventforet Kofu.

## Kariera klubowa
Od 2003 roku występował w klubach Ventforet Kofu i Ehime FC.